# Song Qingling
Song Qingling, Madame Sun Jat-sen (ur. 27 stycznia 1893, zm. 29 maja 1981) – chińska polityk, żona Sun Jat-sena, później głowa państwa w ChRL.
Jedna z sióstr Song, które odegrały znaczącą rolę w historii Chin. Jej młodszą siostrą była Song Meiling, późniejsza żona Czang Kaj-szeka. W przeciwieństwie do sióstr, Song Qingling w Kuomintangu reprezentowała lewicowe skrzydło. Następnie związała się z KPCh. Po przejęciu władzy przez komunistów, była obdarzona szacunkiem jako wdowa po „Ojcu Nowoczesnych Chin”. W latach 1968–1972, wspólnie z Dong Biwu, pełniła formalną funkcję głowy państwa w ChRL. Z trzech sióstr Song znana jest jako ta, która kochała Chiny.

## Życiorys
Urodzona w zamożnej rodzinie szanghajskiego przedsiębiorcy i misjonarza metodystycznego Charliego Songa, na chrzcie otrzymała imię Rosamond. Ukończyła żeński college w Macon (stan Georgia, USA). 25 października 1915 roku poślubiła w Japonii Sun Jat-sena. Związek ten wzbudził wiele kontrowersji i sprzeciw rodziny Song. Choć była jego sekretarką, a Sun Jat-sen pozostawał w przyjacielskich stosunkach z jej ojcem, miał też pierwszą żonę, Lu Muzhen, a różnica wieku między Song i Sunem wynosiła 26 lat.
Po śmierci Suna (1925) wybrana została do centralnych struktur Kuomintangu. Po pogorszeniu stosunków KMT z ZSRR w 1927 wyemigrowała do Moskwy. Podczas wojny chińsko-japońskiej (1937–1945) powróciła do Chin. Założyła Chińską Ligę Obrony, organizację charytatywną zajmującą się m.in. zapewnieniem dzieciom opieki medycznej i dostępu do edukacji. Politycznie coraz bardziej zbliżała się do komunistów; w 1948 roku była jednym ze współzałożycieli Rewolucyjnego Komitetu Chińskiego Kuomintangu.
Po utworzeniu ChRL została wiceprzewodniczącą Centralnego Rządu Ludowego, przewodniczyła także Stowarzyszeniu Przyjaźni Chińsko-Radzieckiej i objęła honorowe stanowisko przewodniczącej Ogólnochińskiego Związku Kobiet. W 1951 roku została uhonorowana Międzynarodową Leninowską Nagrodą Pokoju.
Z pomocą Israela Epsteina założyła magazyn China Reconstructs, znany obecnie jako międzynarodowy miesięcznik China Today. W 1953 roku opublikowany został zbiór jej pism Walka o Nowe Chiny.
W latach 1968–72 wraz z Dong Biwu pełniła funkcję głowy państwa, którą jako wiceprzewodniczący ChRL objęli wspólnie po usuniętym przewodniczącym Liu Shaoqi. Ponownie kierowała państwem latach 1976–1978 podczas kolegialnych 21-osobowych rządów po śmierci przewodniczącego Stałego Komitetu Ogólnochińskiego Zgromadzenia Przedstawicieli Ludowych Zhu De.
16 maja 1981 roku została przyjęta do Komunistycznej Partii Chin i otrzymała bezprecedensowy w historii tytuł honorowej głowy państwa.
Jej posiadłość na terenie Shichahai w Pekinie została zamieniona na muzeum. W Chinach znajduje się więcej miejsc pamięci poświęconych Song Qingling.